# Кик-джитсу
Кик-джитсу, Кик-джицу (кик-бокс и джиу-джитсу, англ. Kick Jitsu) — смешанное единоборство, где большое внимание уделяется самозащите. Сочетает в себе джиу-джитсу (борьба в стойке и партере), муай-тай (ударная техника), это искусство возникло в Бразилии, в результате соревнований чемпионов джиу-джитсу и кик-, тайбоксеров между собой. Класс А — профессиональные поединки. Класс Б — любительские, соревнования разного уровня, на которых присваиваются разряды и звания.